# クロール (DEENのアルバム)
『クロール』はDEENの18作目のアルバム。

## 作品の解説
- Summer Special Albumというコンセプチュアル作品であるため、DEENのオリジナルアルバムのタイトルを曲名に冠するオリジナルアルバム『Graduation』には、同アルバムタイトルの曲が収録されない。
- 全曲が夏歌で構成されている。
- 初回盤にはDEENの夏歌を集めたベスト盤が付いているが、ビーイング時代の曲はオリジナルではなく、リアレンジしたバージョンが収録されている。また、各曲のイントロ部分などの曲間にDJによるFMラジオ風の英語のナレーションが挿入されている。
- インストゥルメンタルが2曲収録されている。

## 収録曲

### Disc 1：クロール
1. coconuts feat. kokomo
  - 作詞:池森秀一　作曲・編曲:山根公路
  - kokomo Words & Music: Mike Love Scott Mekenzie Terry Melcher & John Phillips

37thシングル。ビーチボーイズの『kokomo』をサンプリングしている。
2. Surf on the weekend
  - 作詞:池森秀一　作曲・編曲:田川伸治
3. ハピネス
  - 作詞:池森秀一　作曲・編曲:田川伸治
4. 月光の渚 〜Brilliant Style〜
  - 作詞:池森秀一　作曲・編曲:田川伸治

28thシングル『レールのない空へ』のカップリング曲のリアレンジバージョン。
5. Morning Breeze (Instrumental)
  - 作曲・編曲:田川伸治
6. 自転車レース
  - 作詞:池森秀一　作曲・編曲:山根公路

鹿児島銀行企業イメージテレビCMソング。
7. 夏の雨
  - 作詞:池森秀一　作曲・編曲:山根公路
8. Passing by a Lady (Instrumental)
  - 作曲・編曲:田川伸治
9. Blue eyes 〜Strings Style〜
  - 作詞:池森秀一　作曲:山根公路　編曲:時乗浩一郎

ベストアルバム『Ballads in Blue〜The greatest hits of DEEN〜』収録曲のリアレンジバージョン。
10. 瞳そらさないで 〜'09+Ukulele Style〜
  - 作詞:坂井泉水　作曲:織田哲郎　編曲:田川伸治

36thシングル『Negai』のカップリングに収録されていた5thシングルのリアレンジバージョンのアルバムバージョン。
11. 向日葵の咲く丘
  - 作詞・作曲・編曲:山根公路
12. 夏の終りのハーモニー
  - 作詞:井上陽水　作曲:玉置浩二　編曲:DEEN

井上陽水・安全地帯のカバー。

### Disc 2：ナツベスト 〜DEEN SUMMER TIME MELODIES〜(初回限定盤のみ)
1. Introduction
2. 瞳そらさないで
  - 作詞:坂井泉水　作曲:織田哲郎　編曲:田川伸治

5thシングル。本作に収録されているのは、セルフカバーアルバム『DEEN The Best キセキ』に収録されているバージョン。
3. Smile Blue feat.押尾コータロー
  - 作詞:池森秀一　作曲・編曲:山根公路

4thコンセプチュアル・マキシシングル『Classics Four BLUE Smile Blue』の1曲目。押尾コータローとのコラボレーション作品。
4. 君がいない夏〈acoustic version〉
  - 作詞:小松未歩　作曲:小松未歩　編曲:DEEN

12thシングル。本作に収録されているのは、32ndシングル『Starting Over』のカップリングに収録されているバージョン。
5. 南の風
  - 作詞:池森秀一　作曲:池森秀一・時乗浩一郎　編曲:DEEN・時乗浩一郎

7thアルバム『ROAD CRUISIN'』収録曲。
6. ROUTE 466
  - 作詞:池森秀一　作曲:前嶋康明　編曲:DEEN

7thアルバム『ROAD CRUISIN'』収録曲。
7. Paradise
  - 作詞・作曲:池森秀一　編曲:DEEN

26thシングル『太陽と花びら』のカップリング曲。アルバム初収録。
8. 夏の翼
  - 作詞:池森秀一　作曲・編曲:田川伸治

9thアルバム『DEEN NEXT STAGE』収録曲。
9. SUNSHINE ON SUMMER TIME 2007
  - 作詞:池森秀一　作曲:宇津本直紀　編曲:Steve Good

10thシングル。本作に収録されているのは、4thコンセプチュアル・マキシシングル『Classics Four BLUE Smile Blue』の4曲目に収録されているバージョン。
10. Sunrise Sunset
  - 作詞:池森秀一　作曲・編曲:田川伸治

4thコンセプチュアル・マキシシングル『Classics Four BLUE Smile Blue』の2曲目。
11. Summer Breeze
  - 作詞・作曲:池森秀一　編曲:DEEN・時乗浩一郎

29thシングル『STRONG SOUL』のカップリング曲。アルバム初収録。
12. 翼を広げて
  - 作詞:坂井泉水　作曲:織田哲郎　編曲:島健

2ndシングル。本作に収録されているのは、31stシングル『このまま君だけを奪い去りたい/翼を広げて』の2曲目に収録されているバージョン。

## 参加ミュージシャン

### DEEN
- 池森秀一：Vocal & Back-up Vocals
- 山根公路：Keyboards,Vocal,Back-up Vocals & Programming
- 田川伸治：Electric Guitar,Acoustic Guitar,Back-up Vocals & Programming

### サポート
- Drums：HIDE（M01・04・06・07・09・11）
- Bass：宮野和也（M01・04・06・07・09・11）
- Violin：下川美帆（Ｍ04・09）／南條由起（M04・09）／沖増菜摘（M04・09）
- Viola：関明子（M09）
- Cello：島津由美（M09）
- Ukulele：名渡山遼（M10）
- Back-up Vocals：宮野和也（M04・09）／HIDE（M04・09）
- Gang Chorus：GOOD－DAYS（M01）